# Eva Mottley
Eva Henderson Mottley (24 tháng 10 năm 1953 – 14 tháng 2 năm 1985) là một nữ diễn viên người Anh gốc Barbados. Bà đóng vai Bella O'Reilly trong truyền hình bộ phim Widows, và thực hiện một diện mạo như Corinne Tulser trong Only Fools and Horses.

## Cuộc sống ban đầu
Mottley được sinh ra trong một gia đình của các chính trị gia ở Barbados vào năm 1953. Ông nội của bà, Ernest Mottley, là thị trưởng đầu tiên của Bridgetown, trong khi anh em họ của mình, Mia Mottley, được bầu làm Thủ tướng Barbados vào năm 2018. Bà lớn lên ở Nigeria và Anh.
Sau khi ngồi tù 15 tháng vì sở hữu LSD, Mottley bắt tay vào sự nghiệp diễn xuất.

## Nghề nghiệp
Mottley xuất hiện trong loạt phim truyền hình Widows, và dự kiến sẽ xuất hiện trong phần tiếp theo của nó. Tuy nhiên, một thời gian ngắn trước khi qua đời vào năm 1985, bà đã rời khỏi sản xuất Widows 2 và tuyên bố rằng bà đã bị đội ngũ sản xuất lạm dụng tình dục và phân biệt chủng tộc. Widows 2 được phát sóng gần hai tháng sau, với Debby Bishop trong vai Bella. Các đoạn kết phim của Mottley bao gồm Scrubbers và một vai nhỏ trong Superman III.
Bà đã xuất hiện trên các chương trình truyền hình khác, bao gồm Bergerac và vai khách mời trong bộ phim sitcom Only Fools and Horse, trong tập phim " Who is a Pretty Boy? As Corinne, người vợ sắc sảo của nhân vật thông thường Denzil. Nhân vật ban đầu được thiết lập để xuất hiện trong nhiều tập hơn, nhưng do cái chết của Mottley, John Sullivan đã chọn không làm lại vai trò đó đối với Mottley. Nhân vật của bà, Corinne, sau đó tách khỏi Denzil.

## Cuộc sống cá nhân
Mottley đã có mối quan hệ hai năm với nhạc sĩ David Bowie.

## Tử vong
Trong những tháng trước khi chết, Mottley trở nên chán nản vì mất việc và bị nghiện cocaine và rượu. Chứng nghiện của bà dẫn đến khoản nợ phải trả là 25.000 bảng Anh (tương đương £101,495 năm 2023). Vào ngày lễ tình nhân năm 1985, thi thể của Mottley được tìm thấy trong căn hộ trên đường Shirland của cô ở Maida Vale, Tây London. Bà đã tự sát bằng cách sử dụng quá liều rượu và barbiturat. Bà lúc đó 31 tuổi. Bà đã để lại một bức thư tuyệt mệnh cho cha mẹ và một bức thư khác chỉ có thể đọc được một phần.